# Ligne Chikuhi
La ligne Chikuhi (筑肥線, Chikuhi-sen) est une ligne ferroviaire située dans les préfectures de Fukuoka et Saga au Japon. Elle relie la gare de Meinohama à Fukuoka à la gare d'Imari à Imari. La ligne est exploitée par la compagnie JR Kyushu.

## Histoire
Le chemin de fer Kita-Kyushu ouvre la ligne entre Fukuyoshi et Hamasaki en 1923, et la prolonge jusqu'à Higashi-Karatsu en 1925 et jusqu'à Hakata en 1926. La ligne rejoint la ligne Karatsu en 1929 à Yamamoto. Enfin la ligne atteint Imari en 1935. La compagnie est nationalisée en 1937.
En 1983,le tronçon  Hakata - Meinohama est fermé et remplacé par une connexion avec la ligne Kūkō du métro de Fukuoka. Un nouveau tronçon de Nijinomatsubara à Karatsu est ouvert alors que la portion de Nijinomatsubara à Yamamoto ferme.

## Caractéristiques

### Ligne
- Longueur : 
  - Meinohama - Karatsu : 42,6 km
  - Yamamoto - Imari : 25,7 km
- Ecartement : 1 067 mm
- Alimentation : 1 500 V cc par caténaire entre Meinohama et Karatsu
- Nombre de voies :
  - Double voie entre Meinohama et Chikuzen-Maebaru
  - Voie unique le reste de la ligne

### Tracé
|  |

### Services et interconnexions
La ligne est constituée de deux sections indépendantes reliées par la ligne Karatsu. Les trains de la section Meinohama - Karatsu continuent sur la ligne Kūkō jusqu'à l'Aéroport de Fukuoka et sur la ligne Karatsu jusqu'à Nishi-Karatsu. Les trains de la section Yamamoto - Imari continuent sur la ligne Karatsu jusqu'à Karatsu.

### Liste des gares

#### Section Meinohama - Karatsu

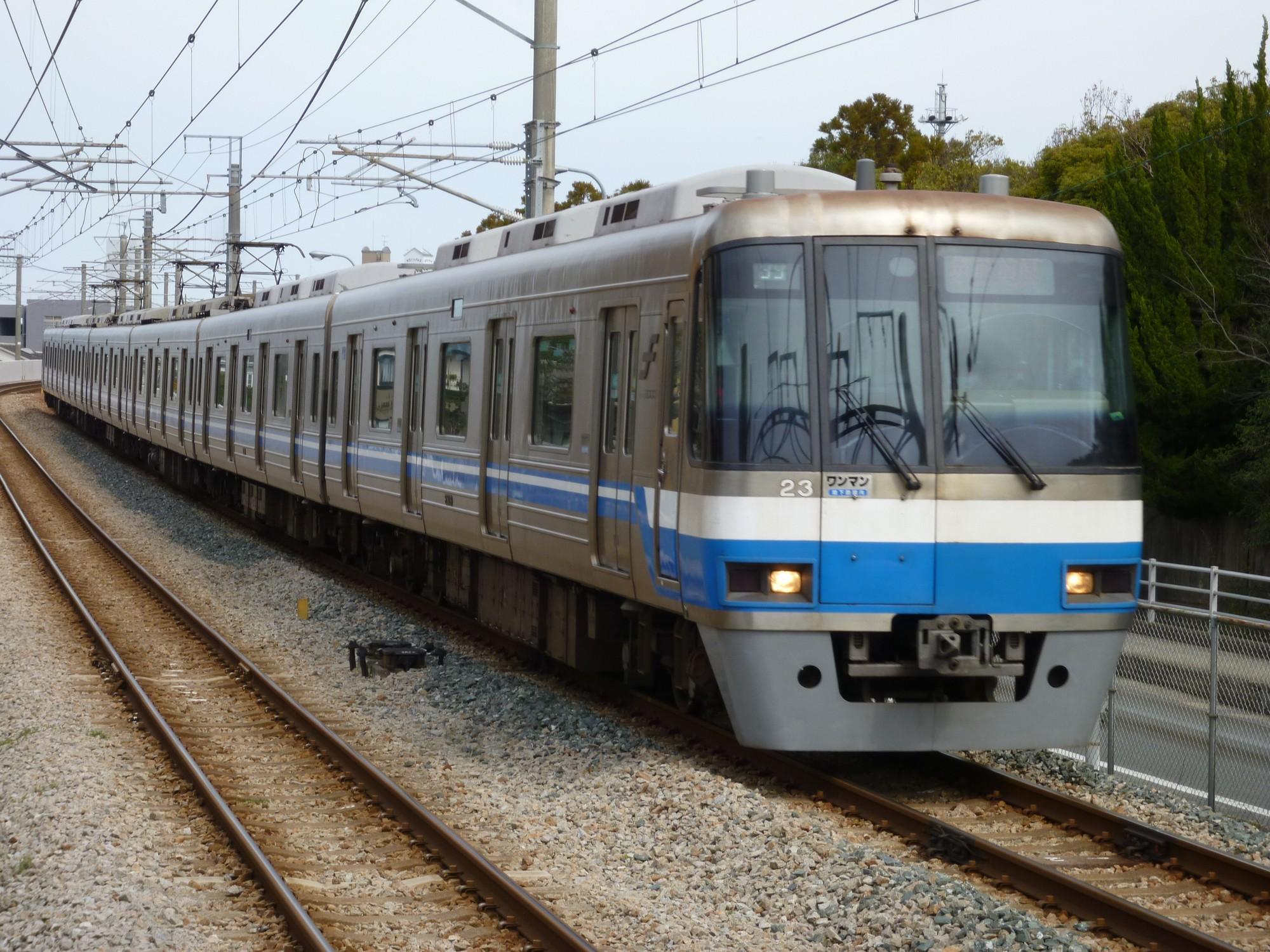
La ligne à Shimoyamato.

| Numéro | Gare               | Nom japonais | Distance (km) | Correspondances                          | Localisation      | Localisation          |
| ------ | ------------------ | ------------ | ------------- | ---------------------------------------- | ----------------- | --------------------- |
| JK01   | Meinohama          | 姪浜         | 0             | Métro de Fukuoka : Kūkō (interconnexion) | Nishi-ku, Fukuoka | Préfecture de Fukuoka |
| JK02   | Shimoyamato        | 下山門       | 1,6           |                                          | Nishi-ku, Fukuoka | Préfecture de Fukuoka |
| JK03   | Imajuku            | 今宿         | 5,2           |                                          | Nishi-ku, Fukuoka | Préfecture de Fukuoka |
| JK04   | Kyūdai-Gakkentoshi | 九大学研都市 | 6,8           |                                          | Nishi-ku, Fukuoka | Préfecture de Fukuoka |
| JK05   | Susenji            | 周船寺       | 8,1           |                                          | Nishi-ku, Fukuoka | Préfecture de Fukuoka |
| JK06   | Hatae              | 波多江       | 10,1          |                                          | Itoshima          | Préfecture de Fukuoka |
| JK07   | Itoshima-Kokomae   | 糸島高校前   | 11,4          |                                          | Itoshima          | Préfecture de Fukuoka |
| JK08   | Chikuzen-Maebaru   | 筑前前原     | 12,7          |                                          | Itoshima          | Préfecture de Fukuoka |
| JK09   | Misakigaoka        | 美咲が丘     | 14,3          |                                          | Itoshima          | Préfecture de Fukuoka |
| JK10   | Kafuri             | 加布里       | 15,4          |                                          | Itoshima          | Préfecture de Fukuoka |
| JK11   | Ikisan             | 一貴山       | 16,7          |                                          | Itoshima          | Préfecture de Fukuoka |
| JK12   | Chikuzen-Fukae     | 筑前深江     | 20,1          |                                          | Itoshima          | Préfecture de Fukuoka |
| JK13   | Dainyū             | 大入         | 23,3          |                                          | Itoshima          | Préfecture de Fukuoka |
| JK14   | Fukuyoshi          | 福吉         | 26,1          |                                          | Itoshima          | Préfecture de Fukuoka |
| JK15   | Shikaka            | 鹿家         | 30,2          |                                          | Itoshima          | Préfecture de Fukuoka |
| JK16   | Hamasaki           | 浜崎         | 35,4          |                                          | Karatsu           | Préfecture de Saga    |
| JK17   | Nijinomatsubara    | 虹ノ松原     | 37,5          |                                          | Karatsu           | Préfecture de Saga    |
| JK18   | Higashi-Karatsu    | 東唐津       | 39,3          |                                          | Karatsu           | Préfecture de Saga    |
| JK19   | Watada             | 和多田       | 40,9          |                                          | Karatsu           | Préfecture de Saga    |
| JK20   | Karatsu            | 唐津         | 42,6          | JR Kyushu : Karatsu (interconnexion)     | Karatsu           | Préfecture de Saga    |

#### Section Yamamoto - Imari
| Gare         | Nom japonais | Distance (km) | Correspondances                      | Localisation | Localisation       |
| ------------ | ------------ | ------------- | ------------------------------------ | ------------ | ------------------ |
| Yamamoto     | 山本         | 0             | JR Kyushu : Karatsu (interconnexion) | Karatsu      | Préfecture de Saga |
| Hizen-Kubo   | 肥前久保     | 5,1           |                                      | Karatsu      | Préfecture de Saga |
| Nishi-Ōchi   | 西相知       | 6,6           |                                      | Karatsu      | Préfecture de Saga |
| Sari         | 佐里         | 8,2           |                                      | Karatsu      | Préfecture de Saga |
| Komanaki     | 駒鳴         | 11,0          |                                      | Imari        | Préfecture de Saga |
| Ōkawano      | 大川野       | 12,9          |                                      | Imari        | Préfecture de Saga |
| Hizen-Nagano | 肥前長野     | 14,3          |                                      | Imari        | Préfecture de Saga |
| Momonokawa   | 桃川         | 17,4          |                                      | Imari        | Préfecture de Saga |
| Kanaishihara | 金石原       | 19,7          |                                      | Imari        | Préfecture de Saga |
| Kami-Imari   | 上伊万里     | 24,1          |                                      | Imari        | Préfecture de Saga |
| Imari        | 伊万里       | 25,7          | Matsuura Railway : Nishi-Kyūshū      | Imari        | Préfecture de Saga |